# Sulsjön, Jämtland
Sulsjön är en sjö i Åre kommun i Jämtland och ingår i Indalsälvens huvudavrinningsområde. Sjön har en area på 5,95 kvadratkilometer och ligger 393,2 meter över havet. Sjön avvattnas av vattendraget Sulsjöån.

## Delavrinningsområde
Sulsjön ingår i det delavrinningsområde (705804-137381) som SMHI kallar för Utloppet av Sulsjön. Medelhöjden är 502 meter över havet och ytan är 35,44 kvadratkilometer. Det finns inga avrinningsområden uppströms utan avrinningsområdet är högsta punkten. Sulsjöån som avvattnar avrinningsområdet har biflödesordning 2, vilket innebär att vattnet flödar genom totalt 2 vattendrag innan det når havet efter 347 kilometer. Avrinningsområdet består mestadels av skog (71 procent). Avrinningsområdet har 5,93 kvadratkilometer vattenytor vilket ger det en sjöprocent på 16,7 procent.